# Sandnes Ulf 2015
Questa voce raccoglie le informazioni riguardanti il Sandnes Ulf nelle competizioni ufficiali della stagione 2015.

## Stagione
A seguito della retrocessione dell'anno precedente, il Sandnes Ulf si è trovato ad affrontare la 1. divisjon. Bengt Sæternes è stato scelto come nuovo allenatore. La squadra ha chiuso il campionato al 7º posto, mentre l'avventura nel Norgesmesterskapet 2015 è terminata al secondo turno con l'eliminazione per mano dell'Arendal.
I calciatori più utilizzati in stagione sono stati Marius Helle e Anel Raskaj con 31 presenze ciascuno, divise in 29 in campionato e 2 in coppa. Il miglior marcatore è stato invece Pontus Engblom con 17 reti, tutte siglate in campionato. Engblom si è anche laureato capocannoniere della 1. divisjon 2015.

## Maglie e sponsor
Lo sponsor tecnico per la stagione 2015 è stato Hummel, mentre lo sponsor ufficiale è stato Øster Hus. La prima divisa era composta da una maglietta celeste con inserti bianchi, pantaloncini bianchi e calzettoni celesti. Quella da trasferta era totalmente grigia.
| Casa | Trasferta |

## Rosa
| N. |                        | Ruolo | Calciatore             |
| -- | ---------------------- | ----- | ---------------------- |
| 1  | Islanda (bandiera)     | P     | Ingvar Jónsson         |
| 1  | Islanda (bandiera)     | P     | Hannes Halldórsson     |
| 3  | Svezia (bandiera)      | D     | Emil Johansson         |
| 4  | Francia (bandiera)     | C     | Malaury Martin         |
| 6  | Norvegia (bandiera)    | D     | Trond Erik Bertelsen   |
| 7  | Stati Uniti (bandiera) | C     | Paul Torres            |
| 8  | Norvegia (bandiera)    | C     | Aksel Berget Skjølsvik |
| 9  | Norvegia (bandiera)    | C     | Marius Helle           |
| 10 | Danimarca (bandiera)   | C     | Tonny Brochmann        |
| 11 | Svezia (bandiera)      | A     | Pontus Engblom         |
| 13 | Irlanda (bandiera)     | P     | Sean McDermott         |
| 14 | Danimarca (bandiera)   | D     | Nicolai Geertsen       |
| 16 | Norvegia (bandiera)    | C     | Niklas Sandberg        |
| 17 | Norvegia (bandiera)    | C     | Ole Kristian Langås    |
| 18 | Nigeria (bandiera)     | C     | Solomon Owello         |

| N. |                     | Ruolo | Calciatore          |
| -- | ------------------- | ----- | ------------------- |
| 19 | Norvegia (bandiera) | D     | Vegard Aanestad     |
| 21 | Svezia (bandiera)   | C     | Anel Raskaj         |
| 22 | Islanda (bandiera)  | A     | Ólafur Karl Finsen  |
| 23 | Norvegia (bandiera) | C     | Erik Tønne          |
| 25 | Norvegia (bandiera) | D     | Vegard Skjørestad   |
| 26 | Norvegia (bandiera) | D     | Kenneth Sola        |
| 28 | Francia (bandiera)  | D     | Derek Décamps       |
| 30 | Norvegia (bandiera) | A     | Kent Håvard Eriksen |
| 33 | Norvegia (bandiera) | P     | Egil Selvik         |
| 34 | Norvegia (bandiera) | D     | Axel Kryger         |
| 35 | Norvegia (bandiera) | C     | Vegard Aasen        |
| 36 | Norvegia (bandiera) | A     | Sigurd Haugen       |
| 37 | Norvegia (bandiera) | C     | Andreas Dybevik     |
| 38 | Norvegia (bandiera) | A     | Abdi Huka           |

## Calciomercato

### Sessione invernale(dal 01/01 al 31/03)
| Arrivi | Arrivi               | Arrivi    | Arrivi     |
| R.     | Nome                 | da        | Modalità   |
| ------ | -------------------- | --------- | ---------- |
| D      | Trond Erik Bertelsen |           | svincolato |
| D      | Nicolai Geertsen     | Egersund  | definitivo |
| C      | Tonny Brochmann      |           | svincolato |
| C      | Paul Torres          |           | svincolato |
| A      | Pontus Engblom       | Haugesund | definitivo |

| Partenze | Partenze                  | Partenze         | Partenze      |
| R.       | Nome                      | a                | Modalità      |
| -------- | ------------------------- | ---------------- | ------------- |
| D        | Edier Frejd               |                  | svincolato    |
| D        | Avni Pepa                 |                  | svincolato    |
| D        | Eiður Aron Sigurbjörnsson | Örebro           | fine prestito |
| C        | Henrik Furebotn           |                  | svincolato    |
| C        | Tijan Jaiteh              |                  | svincolato    |
| C        | Fredrik Midtsjø           | Rosenborg        | fine prestito |
| A        | Randall Brenes            | Cartaginés       | fine prestito |
| A        | Zymer Bytyqi              | Salisburgo       | fine prestito |
| A        | Diego Rubio               | Sporting Lisbona | fine prestito |
| A        | Hannes Sigurðsson         |                  | svincolato    |

### Tra le due sessioni
| Arrivi | Arrivi | Arrivi | Arrivi   |
| R.     | Nome   | da     | Modalità |
| ------ | ------ | ------ | -------- |

| Partenze | Partenze           | Partenze  | Partenze   |
| R.       | Nome               | a         | Modalità   |
| -------- | ------------------ | --------- | ---------- |
| P        | Hannes Halldórsson | N.E.C.    | definitivo |
| D        | Emil Johansson     | Degerfors | definitivo |

### Sessione estiva(dal 22/07 al 18/08)
| Arrivi | Arrivi             | Arrivi   | Arrivi     |
| R.     | Nome               | da       | Modalità   |
| ------ | ------------------ | -------- | ---------- |
| P      | Ingvar Jónsson     | Start    | prestito   |
| C      | Solomon Owello     | Start    | definitivo |
| A      | Ólafur Karl Finsen | Stjarnan | prestito   |

| Partenze | Partenze        | Partenze   | Partenze   |
| R.       | Nome            | a          | Modalità   |
| -------- | --------------- | ---------- | ---------- |
| P        | Sean McDermott  | Start      | definitivo |
| C        | Malaury Martin  |            | svincolato |
| C        | Niklas Sandberg | Sola       | prestito   |
| C        | Erik Tønne      | Bodø/Glimt | definitivo |

### Dopo la sessione estiva
| Arrivi | Arrivi | Arrivi | Arrivi   |
| R.     | Nome   | da     | Modalità |
| ------ | ------ | ------ | -------- |

| Partenze | Partenze  | Partenze | Partenze |
| R.       | Nome      | a        | Modalità |
| -------- | --------- | -------- | -------- |
| A        | Abdi Huka | Sola     | prestito |

## Risultati

### 1. divisjon

#### Girone di andata
| Arbitro: | Tennøy |

|                       |           |                      |
| Martin 16’ Raskaj 32’ | Marcatori | 56’ Robstad 76’ Lind |

| Arbitro: | Johansen (Brevik) |

|                 |           |             |
| Reginiussen 78’ | Marcatori | 45’ Engblom |

| Arbitro: | Saggi |

|                           |           |                        |
| Engblom 4’, 19’ Helle 24’ | Marcatori | 40’ Havsgård Martinsen |

| Levanger 26 aprile 2015, ore 18:00 4ª giornata | Levanger | 0 – 0 referto | Sandnes Ulf | Moan Kunstgress (931 spett.)\| Arbitro: \| Eskås \| |
| Arbitro:                                       | Eskås    |               |             |                                                     |

| Arbitro: | Steen |

|                       |           |                |
| Engblom 44’ Helle 80’ | Marcatori | 72’ Stamnestrø |

| Åsane 3 maggio 2015, ore 18:00 6ª giornata | Åsane          | 0 – 0 referto | Sandnes Ulf | Myrdal Gress (1.060 spett.)\| Arbitro: \| Jonsson Trædal \| |
| Arbitro:                                   | Jonsson Trædal |               |             |                                                             |

| Bergen 9 maggio 2015, ore 18:00 7ª giornata | Brann | 0 – 0 referto | Sandnes Ulf | Brann Stadion (7.140 spett.)\| Arbitro: \| Eskås \| |
| Arbitro:                                    | Eskås |               |             |                                                     |

| Arbitro: | Kristiansen Toppe |

|                                                                |           |             |
| Berget Skjølsvik 8’ Engblom 22’, 38’ Martin 23’, 62’ Aasen 81’ | Marcatori | 84’ Straith |

| Arbitro: | Tennøy |

|                             |           |                  |
| Dalseth 60’ Ruud Tveter 77’ | Marcatori | 28’, 45’ Engblom |

| Arbitro: | Hauge |

|                      |           |                      |
| Berget Skjølsvik 18’ | Marcatori | 3’ Otoo 26’ Patronen |

| Arbitro: | Borgersen (Oslo) |

|                               |           |             |
| Skartun 19’ Landro 33’ (rig.) | Marcatori | 26’ Engblom |

| Arbitro: | Gjermshus |

|                                       |           |                              |
| Berget Skjølsvik 29’ Eriksen 54’, 90’ | Marcatori | 41’ Tollås 53’ (rig.) Giæver |

| Arbitro: | Moen |

|                     |           |                                            |
| Ulland Andersen 25’ | Marcatori | 51’ (rig.) Martin 59’ Raskaj 80’ Brochmann |

| Arbitro: | Kristiansen Toppe |

|                                 |           |          |
| Eriksen 1’ Engblom 4’ Helle 40’ | Marcatori | 29’ Jahr |

| Arbitro: | Moen |

|  |           |             |
|  | Marcatori | 37’ Engblom |

#### Girone di ritorno
| Arbitro: | Steen |

|                                   |           |                        |
| Engblom 5’ Eriksen 39’ Torres 89’ | Marcatori | 45’ Tveita 67’ Skartun |

| Grimstad 2 agosto 2015, ore 18:00 17ª giornata | Jerv  | 0 – 0 referto | Sandnes Ulf | Levermyr Stadion (1.212 spett.)\| Arbitro: \| Saggi \| |
| Arbitro:                                       | Saggi |               |             |                                                        |

| Arbitro: | S. Smehus Kringstad |

|             |           |                     |
| Eriksen 27’ | Marcatori | 19’ (rig.) Pedersen |

| Arbitro: | Tennøy |

|                                 |           |                        |
| Eriksen 3’ Berget Skjølsvik 53’ | Marcatori | 63’ (rig.) Ruud Tveter |

| Arbitro: | Jonsson Trædal |

|                            |           |           |
| Shaswari 33’, 41’ Berg 43’ | Marcatori | 67’ Helle |

| Arbitro: | Hansen |

|  |           |                         |
|  | Marcatori | 32’ Sveen 34’ Myklebust |

| Fredrikstad 30 agosto 2015, ore 18:00 22ª giornata                                         | Fredrikstad | 3 – 2 referto             | Sandnes Ulf | Fredrikstad Stadion (3.645 spett.) |
| \| \| \| \| \| Nilsen 30’ Aalbu 48’ Begby 51’ \| Marcatori \| 29’, 61’ Berget Skjølsvik \| |             |                           |             |                                    |
|                                                                                            |             |                           |             |                                    |
| Nilsen 30’ Aalbu 48’ Begby 51’                                                             | Marcatori   | 29’, 61’ Berget Skjølsvik |             |                                    |

| Arbitro: | Jonsson Trædal |

|             |           |                                       |
| Engblom 49’ | Marcatori | 8’ Soltvedt 14’ Stephensen 71’ Herrem |

| Arbitro: | Moen |

|               |           |                                           |
| Næss 69’, 88’ | Marcatori | 57’ (rig.), 81’ (rig.) Engblom 90’ Langås |

| Arbitro: | Eskås |

|                      |           |  |
| Berget Skjølsvik 42’ | Marcatori |  |

| Arbitro: | Gjermshus |

|  |           |                                  |
|  | Marcatori | 18’ Sola 36’, 88’ (rig.) Engblom |

| Sandvika 11 ottobre 2015, ore 15:00 27ª giornata                 | Bærum     | 2 – 0 referto | Sandnes Ulf | Sandvika Stadion (641 spett.) |
| \| \| \| \| \| Giæver 25’ (rig.) Pedersen 64’ \| Marcatori \| \| |           |               |             |                               |
|                                                                  |           |               |             |                               |
| Giæver 25’ (rig.) Pedersen 64’                                   | Marcatori |               |             |                               |

| Arbitro: | Saggi |

|                                  |           |                                        |
| Eriksen 19’ Berget Skjølsvik 61’ | Marcatori | 45’ Flatgård 78’ Bye 90’ (aut.) Kryger |

| Arbitro: | Kristiansen Toppe |

|                         |           |              |
| Holsæter 44’ Opseth 48’ | Marcatori | 57’ Geertsen |

| Arbitro: | Moen |

|              |           |  |
| Geertsen 11’ | Marcatori |  |

### Norgesmesterskapet
| Arbitro: | Vikene |

|            |           |                                  |
| Fjelde 67’ | Marcatori | 10’ Eriksen 44’ Berget Skjølsvik |

| Arbitro: | Larsen |

|                                         |           |                  |
| Sola 16’ (aut.) Pepa 99’ Rasmussen 104’ | Marcatori | 61’, 94’ Eriksen |

## Statistiche

### Statistiche di squadra
| Competizione       | Punti | In casa | In casa | In casa | In casa | In casa | In casa | In trasferta | In trasferta | In trasferta | In trasferta | In trasferta | In trasferta | Totale | Totale | Totale | Totale | Totale | Totale | DR |
| Competizione       | Punti | G       | V       | N       | P       | Gf      | Gs      | G            | V            | N            | P            | Gf           | Gs           | G      | V      | N      | P      | Gf     | Gs     | DR |
| ------------------ | ----- | ------- | ------- | ------- | ------- | ------- | ------- | ------------ | ------------ | ------------ | ------------ | ------------ | ------------ | ------ | ------ | ------ | ------ | ------ | ------ | -- |
| 1. divisjon        | 47    | 15      | 9       | 2       | 4       | 31      | 22      | 15           | 4            | 6            | 5            | 18           | 18           | 30     | 13     | 8      | 9      | 49     | 40     | +9 |
| Norgesmesterskapet | -     | 0       | 0       | 0       | 0       | 0       | 0       | 2            | 1            | 0            | 1            | 4            | 4            | 2      | 1      | 0      | 1      | 4      | 4      | 0  |
| Totale             | -     | 15      | 9       | 2       | 4       | 31      | 22      | 17           | 5            | 6            | 6            | 22           | 22           | 32     | 14     | 8      | 10     | 53     | 44     | +9 |

### Statistiche dei giocatori
| Giocatore           | 1. divisjon | 1. divisjon | 1. divisjon | 1. divisjon | Norgesmesterskapet | Norgesmesterskapet | Norgesmesterskapet | Norgesmesterskapet | Coppe europee | Coppe europee | Coppe europee | Coppe europee | Altre coppe | Altre coppe | Altre coppe | Altre coppe | Totale   | Totale | Totale      | Totale     |
| Giocatore           | Presenze    | Reti        | Ammonizioni | Espulsioni  | Presenze           | Reti               | Ammonizioni        | Espulsioni         | Presenze      | Reti          | Ammonizioni   | Espulsioni    | Presenze    | Reti        | Ammonizioni | Espulsioni  | Presenze | Reti   | Ammonizioni | Espulsioni |
| ------------------- | ----------- | ----------- | ----------- | ----------- | ------------------ | ------------------ | ------------------ | ------------------ | ------------- | ------------- | ------------- | ------------- | ----------- | ----------- | ----------- | ----------- | -------- | ------ | ----------- | ---------- |
| V. Aanestad         | 15          | 0           | 1           | 0           | 2                  | 0                  | 0                  | 0                  |               |               |               |               |             |             |             |             | 17       | 0      | 1           | 0          |
| V. Aasen            | 4           | 1           | 0           | 0           | 2                  | 0                  | 0                  | 0                  |               |               |               |               |             |             |             |             | 6        | 1      | 0           | 0          |
| A. Berget Skjølsvik | 28          | 8           | 2           | 0           | 1                  | 1                  | 0                  | 0                  |               |               |               |               |             |             |             |             | 29       | 9      | 2           | 0          |
| T. Bertelsen        | 25          | 0           | 2           | 0           | 1                  | 0                  | 0                  | 0                  |               |               |               |               |             |             |             |             | 26       | 0      | 2           | 0          |
| T. Brochmann        | 23          | 1           | 1           | 0           | 1                  | 0                  | 0                  | 0                  |               |               |               |               |             |             |             |             | 24       | 1      | 1           | 0          |
| D. Décamps          | 29          | 0           | 0           | 0           | 1                  | 0                  | 0                  | 0                  |               |               |               |               |             |             |             |             | 30       | 0      | 0           | 0          |
| A. Dybevik          | 0           | 0           | 0           | 0           | 0                  | 0                  | 0                  | 0                  |               |               |               |               |             |             |             |             | 0        | 0      | 0           | 0          |
| P. Engblom          | 26          | 17          | 1           | 0           | 1                  | 0                  | 0                  | 0                  |               |               |               |               |             |             |             |             | 27       | 17     | 1           | 0          |
| K. Eriksen          | 28          | 7           | 4           | 0           | 2                  | 3                  | 0                  | 0                  |               |               |               |               |             |             |             |             | 30       | 10     | 4           | 0          |
| Ó. Finsen           | 5           | 0           | 0           | 0           | -                  | -                  | -                  | -                  |               |               |               |               |             |             |             |             | 5        | 0      | 0           | 0          |
| N. Geertsen         | 23          | 2           | 4           | 0           | 1                  | 0                  | 0                  | 0                  |               |               |               |               |             |             |             |             | 24       | 2      | 4           | 0          |
| H. Halldórsson      | 15          | -16         | 1           | 0           | 2                  | -4                 | 1                  | 0                  |               |               |               |               |             |             |             |             | 17       | -20    | 2           | 0          |
| S. Haugen           | 0           | 0           | 0           | 0           | 0                  | 0                  | 0                  | 0                  |               |               |               |               |             |             |             |             | 0        | 0      | 0           | 0          |
| M. Helle            | 29          | 4           | 4           | 0           | 2                  | 0                  | 2                  | 0                  |               |               |               |               |             |             |             |             | 31       | 4      | 6           | 0          |
| A. Huka             | 1           | 0           | 0           | 0           | 0                  | 0                  | 0                  | 0                  |               |               |               |               |             |             |             |             | 1        | 0      | 0           | 0          |
| E. Johansson        | 2           | 0           | 0           | 0           | 0                  | 0                  | 0                  | 0                  |               |               |               |               |             |             |             |             | 2        | 0      | 0           | 0          |
| I. Jónsson          | 15          | -24         | 1           | 0           | -                  | -                  | -                  | -                  |               |               |               |               |             |             |             |             | 15       | -24    | 1           | 0          |
| A. Kryger           | 7           | 0           | 0           | 0           | 0                  | 0                  | 0                  | 0                  |               |               |               |               |             |             |             |             | 7        | 0      | 0           | 0          |
| O. Langås           | 28          | 1           | 1           | 0           | 1                  | 0                  | 0                  | 0                  |               |               |               |               |             |             |             |             | 29       | 1      | 1           | 0          |
| M. Martin           | 15          | 4           | 2           | 0           | 1                  | 0                  | 0                  | 0                  |               |               |               |               |             |             |             |             | 16       | 4      | 2           | 0          |
| S. McDermott        | 0           | -0          | 0           | 0           | 0                  | -0                 | 0                  | 0                  |               |               |               |               |             |             |             |             | 0        | 0      | 0           | 0          |
| S. Owello           | 10          | 0           | 0           | 0           | -                  | -                  | -                  | -                  |               |               |               |               |             |             |             |             | 10       | 0      | 0           | 0          |
| A. Raskaj           | 29          | 2           | 1           | 0           | 2                  | 0                  | 0                  | 0                  |               |               |               |               |             |             |             |             | 31       | 2      | 1           | 0          |
| N. Sandberg         | 4           | 0           | 0           | 0           | 1                  | 0                  | 0                  | 0                  |               |               |               |               |             |             |             |             | 5        | 0      | 0           | 0          |
| E. Selvik           | 0           | -0          | 0           | 0           | 0                  | -0                 | 0                  | 0                  |               |               |               |               |             |             |             |             | 0        | 0      | 0           | 0          |
| V. Skjørestad       | 3           | 0           | 0           | 0           | 0                  | 0                  | 0                  | 0                  |               |               |               |               |             |             |             |             | 3        | 0      | 0           | 0          |
| K. Sola             | 27          | 1           | 3           | 0           | 2                  | 0                  | 0                  | 0                  |               |               |               |               |             |             |             |             | 29       | 1      | 3           | 0          |
| E. Tønne            | 1           | 0           | 0           | 0           | 2                  | 0                  | 0                  | 0                  |               |               |               |               |             |             |             |             | 3        | 0      | 0           | 0          |
| P. Torres           | 12          | 1           | 1           | 0           | 1                  | 0                  | 0                  | 0                  |               |               |               |               |             |             |             |             | 13       | 1      | 1           | 0          |